# Сокол (хоккейный клуб, Киев)
«Сокол» — советский и украинский профессиональный хоккейный клуб из Киева, основан в 1963 году. Выступал под названиями «Динамо» (1963—1973), «Сокол» (1973—1992, 1993—настоящее время), «Сокол-Эскулап» (1992—1993).
Самый титулованный хоккейный клуб Украины.

## История

### «Динамо» Киев
Весной 1963 года по инициативе зампреда спорткомитета Украины Адриана Мизяка в Киеве приняли решение о создании команды мастеров под названием «Динамо». Возглавить коллектив из столицы УССР было поручено заслуженному тренеру РСФСР Дмитрию Богинову. С энтузиазмом и за короткий срок ему удалось собрать в Киеве добротных хоккеистов из клубов Москвы, Ленинграда, Горького и других городов.
Первый официальный матч «Динамо» провело 27 октября 1963 года в Киеве против СКА (Куйбышев) во второй подгруппе класса «А» и выиграло его со счётом 4:2. Автором исторической первой шайбы динамовцев стал Виктор Мартынов на второй минуте встречи.
Выступать в элитном эшелоне чемпионата СССР команда добилась права спустя всего два сезона. Осенью 1965 года в киевском Дворце спорта, который по вместимости уступал только московским «Лужникам», динамовцы дебютировали в высшей всесоюзной лиге с победы над московским «Локомотивом» (3:1). В том сезоне киевляне финишировали на девятом месте. Ещё через четыре года по итогам сезона 1969/70 (12-е место) «Динамо» опять вернулось в первую лигу, а спустя три года и вовсе прекратило существование.

### «Сокол» Киев
Правопреемником «Динамо» стал «Сокол», получивший это название 1 июля 1973 года, когда киевская команда перешла в штат Укрсовета ДСО «Зенит» с подачи его председателя Владимира Белоусова. В ту пору шефскую (спонсорскую) помощь игрокам и тренерам «Сокола» оказывал Киевский авиационный завод (впоследствии переименован в Киевское авиационно-промышленное объединение, КиАПО).
В 1978 году клуб возвращается в высшую лигу чемпионата СССР. Начался постепенный подъём, завершившийся бронзовыми медалями в сезоне 1984/85. К наивысшему союзному достижению киевский клуб привел Анатолий Богданов, возглавлявший «Сокол» на протяжении 15 сезонов. В этот период (с 1976 по 1991 год) под руководством Богданова киевляне не только выиграли «бронзу», но и шесть раз входили в пятёрку лучших клубов СССР, дважды при этом финишировав четвёртыми.
После распада Советского Союза «Сокол» принял участие в Межнациональной хоккейной лиге (с 1992 по 1996 год), Восточно-Европейской хоккейной лиге (с 1996 по 2004), открытом чемпионате Белоруссии (с 2004 по 2007 года) и первенстве страны. В период существования МХЛ главным тренером команды являлся Александр Фадеев, а с развалом этой лиги «Сокол» возглавил Александр Сеуканд.
В сезоне-2007/08 киевляне дебютировали в высшей лиге (зона «Запад») первенства России, где с первой попытки финишировали на почётном для себя пятом месте в регулярном чемпионате и приняли участие в первом раунде (1/8 финала) плей-офф.
В 2009 году по экономическим соображениям команда вернулась в белорусскую экстра-лигу.
С 2011 года играет в чемпионате Профессиональной хоккейной лиги Украины.
С 2020 года играет в Украинской хоккейной лиге.

## Достижения

### Европа
- Кубок Европы — полуфинальный раунд (3): 1993, 1995, 1996
- Континентальный Кубок — полуфинальный раунд (3): 2002, 2004, 2006

### СССР
- Чемпионат СССР : 1985

### Украина
- Чемпионат Украины  (15): 1993, 1995, 1997, 1998, 1999, 2003, 2004, 2005, 2006, 2008, 2009, 2010, 2022, 2023, 2024
  -  (7): 1994, 2000, 2001, 2002, 2011, 2012, 2021
  -  (3): 2013, 2014, 2025
- Обладатель Кубка Украины : 2007, 2022
- Обладатель Кубка Федерации : 2010

### Транснациональные турниры
- МХЛ — 1/8 финала: 1993
- ВЕХЛ  (2): 1998, 1999
  -  (2): 1997, 2000
  -  (2): 2001, 2003
- Обладатель Кубка ВЕХЛ  (2): 1999, 2000
  - Финалист: 2004

### Прочие турниры
- Высшая лига России — 1/4 финала: 2009
- Открытый чемпионат Белоруссии — 1/2 финала (2): 2004, 2010

## Тренеры
- Дмитрий Николаевич Богинов (1963—1969)
- Игорь Алексеевич Шичков (1969—1974)
- Владимир Кузьмич Егоров (1974—1975)
- Анатолий Александрович Егоров (1975—1976)
- Анатолий Васильевич Богданов (1976—1991)
- Александр Михайлович Фадеев (1991—1994)
- Александр Юрьевич Сеуканд (1994—2011)
- Александр Олегович Годынюк (2011—2013)
- Шафаренко Олег Леонидович (с 2020)